# Eurofórmula Open
O Campeonato Euroformula Open (antigo Campeonato Espanhol de Fórmula 3, Campeonato Europeu de F3 Open ) é um campeonato de corridas de fórmula júnior sediado na Espanha. Foi um dos seis campeonatos nacionais e internacionais de Fórmula 3 na Europa que, juntos, costumavam formar uma parte importante da "escada de carreira" estabelecida abaixo da Fórmula 1.
A primeira temporada do campeonato foi realizada em 2001. Em 2006, foi renomeado como Campeonato Espanhol de F3 da Toyota, em homenagem ao seu único fornecedor de motores. Em 2020, a Eurofórmula Open deixou de ser um campeonato de F3 e passou a compartilhar suas especificações com a Super Formula Lights do Japão, com base nos padrões da Fórmula 3 da geração anterior, principalmente na escolha de motores.
O campeonato fornece 15 pontos de Superlicença FIA para o campeão.
O primeiro campeão foi Ander Vilariño, em 2001, a única mulher campeã foi Natacha Gachnang (2008, na classe Copa F306/300) e outros campeões notáveis foram Ricardo Maurício (2003), Felipe Drugovich (2018) e Marino Sato (2019). Outros pilotos revelados pela categoria foram Álex Palou, Colton Herta, Louis Foster, Carlos Sainz Jr., Liam Lawson, Yuki Tsunoda e Franco Colapinto.

## Origem
O Campeonato Espanhol de Fórmula 3 foi formado durante o recente período de crescimento do automobilismo espanhol, que começou com o Euro Open Movistar da Nissan, que acabou se tornando a World Series da Renault quando os programas de automobilismo das duas empresas foram reorganizados. O novo campeonato substituiu a antiga Super Fórmula Toyota, uma categoria de monomarca com performance similar ao da F3.
O campeonato se consolidou graças à adoção de medidas ativas para controlar as necessidades orçamentárias. Isso oferece uma opção mais viável para pilotos que não têm o grande portfólio de patrocínios exigido pelas principais equipes da competição e que, de outra forma, teriam que procurar outro lugar para dar o próximo passo na carreira.
Com o apoio da Renault, a World Series se desenvolveu em um campeonato a partir do qual os pilotos podem chegar à Fórmula 1, e três grandes equipes espanholas se estabeleceram na GP2, o que permitiu que os graduados da F3 espanhola tivessem mais oportunidades de ascender na carreira automobilística, atraindo assim o interesse de mais jovens pilotos.
Nos últimos anos, o campeonato se tornou muito menos centrado na Espanha, com corridas por toda a Europa, e atraiu com sucesso equipes famosas de fora da Espanha para participar. A primeira foi a equipe britânica Team West-Tec, que conquistou dois títulos do Campeonato de Pilotos em suas três primeiras temporadas, e que foi seguida um ano depois pela italiana RP Motorsport, que venceu corridas todos os anos desde que se juntou a ela.
A competição foi renomeada para Eurofórmula Open em 2014, depois que a FIA restringiu o uso do nome Fórmula Três para campeonatos que não seguem os regulamentos atuais do motor.

## Subdivisões
Assim como a Fórmula 3 Britânica, a série incorpora uma segunda classe de campeonato para especificações de chassis da geração anterior. A Copa F306/300 foi criada em 2005 e oferece uma oportunidade para pilotos sem orçamentos competitivos, que de outra forma não conseguiriam progredir em campeonatos mais baratos. O nome é derivado da especificação do chassi que todos os participantes da Copa devem usar: o Dallara F308.

## Equipamento

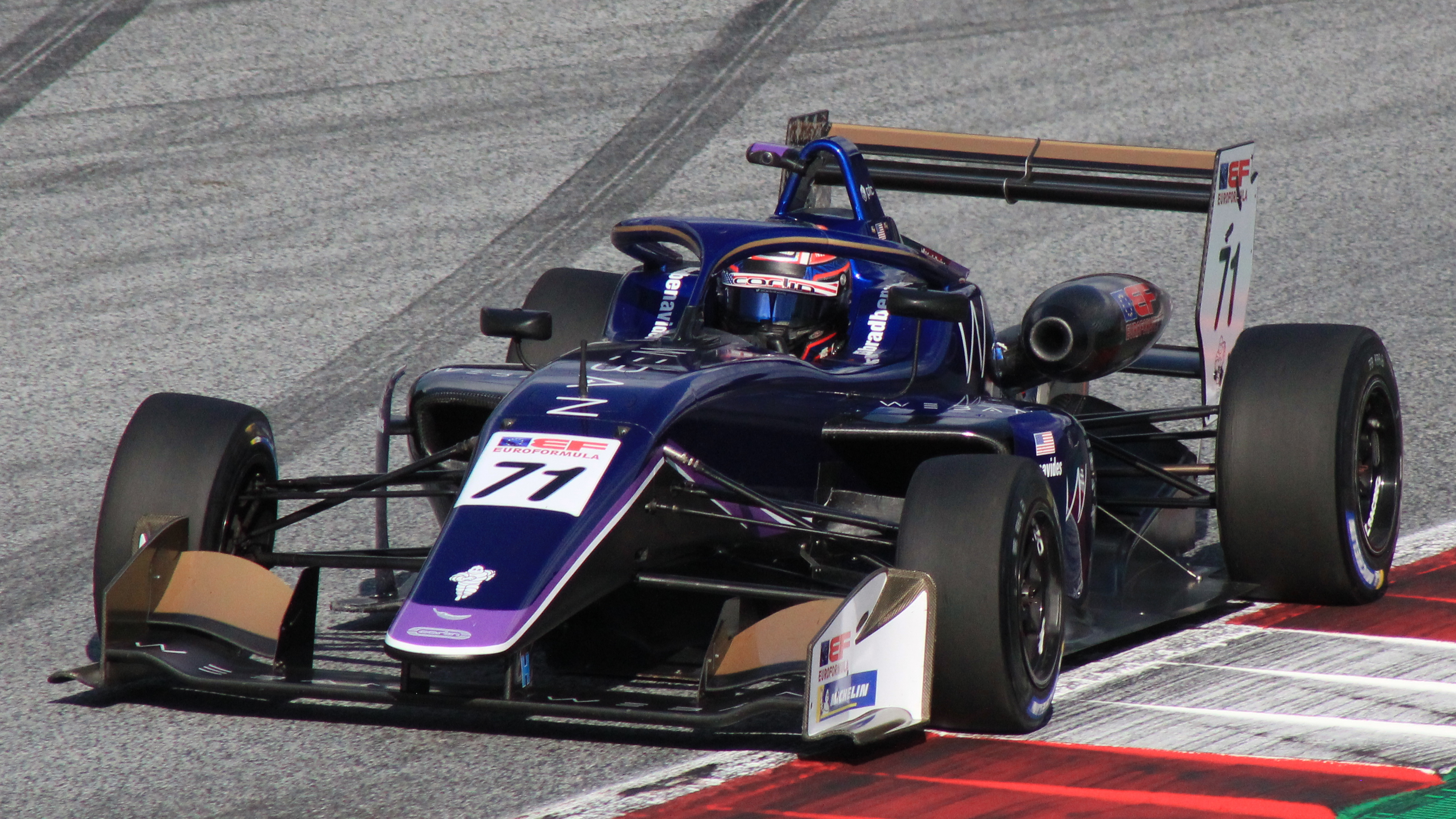
Brad Benavides guiando o carro da Carlin Motorsport com o chassi Dallara 320 em 2021

Desde seu início, a Eurofórmula Open utiliza chassis da construtora italiana Dallara. Durante as primeiras temporadas, foi usado o Dallara F300. Em 2005, o Dallara F305 estreou, sendo sucedido pelo Dallara F308 em 2008, pelo Dallara F312 em 2012 e pelo Dallara 320 em 2020. A classe secundária foi abandonada durante a temporada de 2014 devido à falta de inscrições. O próximo chassi é o Dallara 324, que estreará em 2025.
Originalmente, o Campeonato Europeu de F3 Open tinha um único fornecedor de motores. De 2010 a 2018, a série usou o motor F3 da Toyota, atualizado pelo preparador espanhol Piedrafita Sport. Em 2019, a categoria permitiu a entrada de motores Mercedes-Benz e Volkswagen, e os motores Toyota foram descartados após a primeira rodada da temporada, mas retornará em 2025, como parceiros da TOM's.

## Prêmios
O uso exclusivo do motor Toyota levou a Toyota a oferecer um teste de Fórmula 1 para o campeão de cada ano. O primeiro piloto a se beneficiar disso foi o campeão de 2004, Borja García, que mais tarde disputou a GP2 e a NASCAR. Mas depois de 2009, quando a Toyota deixou a F1, os campeões passaram a ganhar o direito de testar com um carro da Ferrari, com Marco Barba sendo o primeiro a usufruir disso.
Durante os primeiros quatro anos de competição, o troféu da Copa Júnior foi concedido ao piloto melhor posicionado na classificação geral com 16 anos ou menos no início do campeonato.

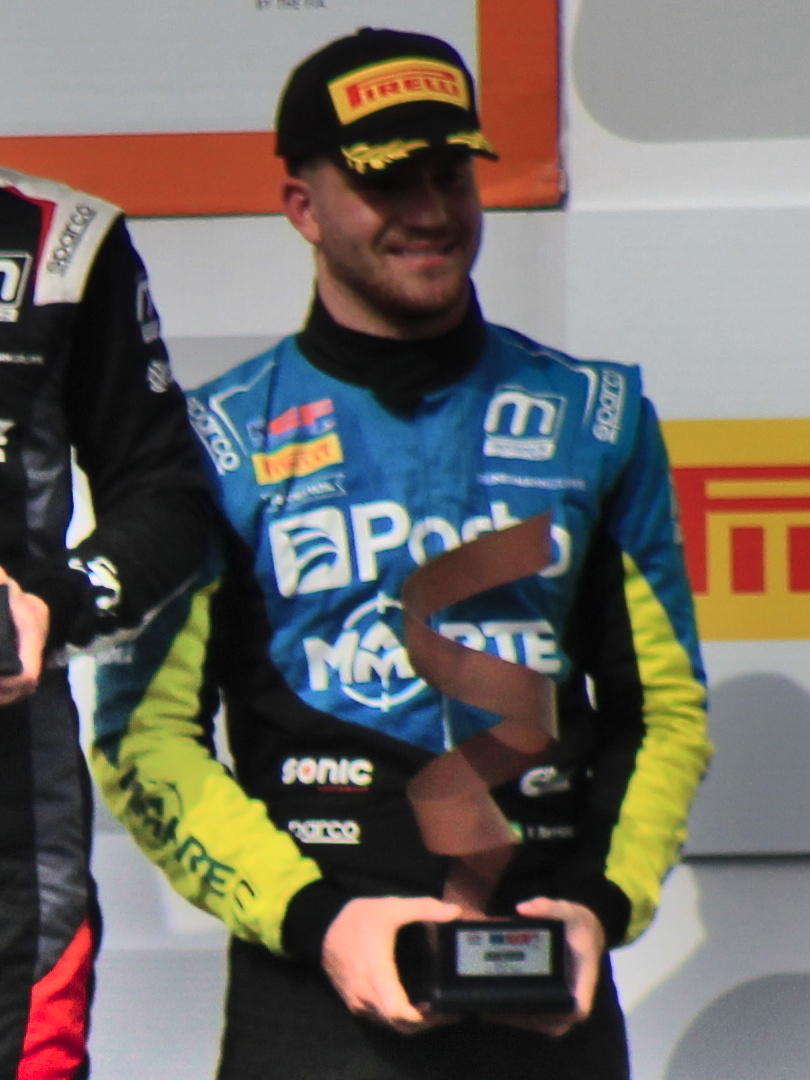
Fernando Barrichello foi campeão dos rookies em 2024

Durante o terceiro e quarto ano, o Troféu Ibérico foi atribuído ao melhor piloto espanhol ou português que obteve a melhor classificação em 3 etapas específicas do campeonato.
Em 2005 (e até 2014) a categoria Taça Espanhola de Fórmula 3 foi criada como Divisão B do Campeonato. Foram utilizados monopostos com especificações anteriores, reduzindo ainda mais o orçamento necessário para participar. Em algumas temporadas, o melhor carro desta categoria e da categoria principal de cada equipe dava pontos para o campeonato de pilotos.
Em 2014 e até 2018, foi introduzido um minicampeonato espanhol de Fórmula 3 onde marcariam pontos todos os pilotos participantes que se tivessem inscrito e participado nas rodadas realizadas em Espanha e Portugal. O último a ganhar dessa forma foi o brasileiro Felipe Drugovich, que também venceu na categoria principal.
A partir de 2015, foi introduzido o troféu Rookie, onde se qualificam os pilotos novatos daquela temporada. Em 2024, Fernando Barrichello se destacou por ter sido o único novato a participar de todas as corridas da temporada.

## Locais
Entre 2001 e 2005, o então Campeonato Espanhol de F3 teve sete etapas, cada uma com duas corridas. As exceções incluíram a etapa de Valência em 2002 e a etapa de Jerez em 2003, cada uma com apenas uma corrida, e Albacete, que realizou uma corrida extra, além do evento regular de duas corridas em 2005.
Desde o seu início até 2007, o campeonato fez uma visita regular a Estoril, em Portugal, retornando entre 2015 e 2018, e também em 2022. A temporada de 2006, que foi expandida para oito rodadas, incluiu a primeira visita do campeonato a Magny-Cours, na França.
A partir de 2008, mais circuitos de fora da Espanha foram adicionados à programação, incluindo Donington Park e Brands Hatch, com os principais autódromos europeus, como Spa-Francorchamps, Monza, Silverstone e Hungaroring, sediando etapas da temporada de 2014, à medida que a série foi se expandindo para a Europa.
Desde 2001, os circuitos usados no Eurofórmula Open são:
- Negrito indica que um circuito usado na temporada de 2024 .[19]

| Nº | Circuitos                      | Rodadas | Anos                           |
| -- | ------------------------------ | ------- | ------------------------------ |
| 1  | Circuit de Barcelona-Catalunya | 23      | 2001–present                   |
| 2  | Circuito de Jerez              | 20      | 2002–2011, 2013–2018           |
| 3  | Circuit de Spa-Francorchamps   | 16      | 2008–present                   |
| 4  | Autodromo Nazionale di Monza   | 15      | 2009–present                   |
| 5  | Circuit Ricardo Tormo          | 13      | 2001–2011                      |
| 6  | Circuito do Estoril            | 12      | 2001–2007, 2015–2018, 2022     |
| 7  | Circuito del Jarama            | 11      | 2001–2010                      |
| 7  | Circuit Paul Ricard            | 11      | 2012–2013, 2015–presente       |
| 9  | Circuito de Albacete           | 9       | 2001–2008                      |
| 9  | Hungaroring                    | 9       | 2012, 2014, 2017–presente      |
| 11 | Silverstone Circuit            | 7       | 2013–2019                      |
| 11 | Red Bull Ring                  | 7       | 2015–2016, 2019–presente       |
| 13 | Circuit de Nevers Magny-Cours  | 6       | 2006–2011                      |
| 13 | Algarve International Circuit  | 6       | 2011–2014, 2021, 2023–presente |
| 15 | Brands Hatch                   | 3       | 2010–2012                      |
| 15 | Nürburgring                    | 3       | 2012–2014                      |
| 17 | Valencia Street Circuit        | 2       | 2008                           |
| 17 | Circuit de Pau-Ville           | 2       | 2019, 2022                     |
| 17 | Mugello Circuit                | 2       | 2020, 2023                     |
| 17 | Imola Circuit                  | 2       | 2021–2022                      |
| 21 | Donington Park                 | 1       | 2009                           |
| 21 | Hockenheimring                 | 1       | 2019, 2024                     |

## Formato
As corridas são realizadas em duas etapas, com duas sessões classificatórias para definição do grid. As corridas têm distância máxima de 95 quilômetros ou duração máxima de 35 minutos. No campeonato há um único fornecedor de chassis e motores, ao contrário do que acontece em outras provas de Fórmula 3. As corridas são transmitidas no próprio site e no canal oficial da categoria no Youtube.

### Sistema de pontuação
O sistema de pontuação foi alterado ao longo dos anos, e atualmente, é usado um sistema similar ao da F1, com pontos sendo concedidos até o 10º colocado e um ponto extra da volta mais rápida, mas com dois diferenciais: são concedidos um ponto extra para quem fizer a pole position e dois pontos extras para quem ganhar mais posições na corrida.
| Temporadas    | Corridas  | 1  | 2  | 3  | 4  | 5  | 6  | 7 | 8 | 9 | 10 | 11 | 12 | 13 | 14 | 15 | PP | VMR | PG |
| ------------- | --------- | -- | -- | -- | -- | -- | -- | - | - | - | -- | -- | -- | -- | -- | -- | -- | --- | -- |
| 2001–2003     | Corrida   | 20 | 18 | 16 | 14 | 12 | 10 | 9 | 8 | 7 | 6  | 5  | 4  | 3  | 2  | 1  | 1  | 2   | —  |
| 2004          | Corrida   | 12 | 10 | 8  | 6  | 5  | 4  | 3 | 2 | 1 | —  | —  | —  | —  | —  | —  | 1  | 1   | —  |
| 2005–2006     | Corrida   | 12 | 10 | 8  | 6  | 5  | 4  | 3 | 2 | 1 | —  | —  | —  | —  | —  | —  | —  | 1   | —  |
| 2007–2008     | Corrida 1 | 13 | 11 | 9  | 6  | 5  | 4  | 3 | 2 | 1 | —  | —  | —  | —  | —  | —  | 1  | —   | —  |
| 2007–2008     | Corrida 2 | 12 | 10 | 8  | 6  | 5  | 4  | 3 | 2 | 1 | —  | —  | —  | —  | —  | —  | —  | —   | —  |
| 2009–2011     | Corrida 1 | 14 | 12 | 10 | 8  | 6  | 5  | 3 | 2 | 1 | —  | —  | —  | —  | —  | —  | 1  | 1   | —  |
| 2009–2011     | Corrida 2 | 12 | 10 | 8  | 6  | 5  | 4  | 3 | 2 | 1 | —  | —  | —  | —  | —  | —  | —  | 1   | —  |
| 2012–2020     | Corrida   | 25 | 18 | 15 | 12 | 10 | 8  | 6 | 4 | 2 | 1  | —  | —  | —  | —  | —  | 1  | 1   | —  |
| 2021–presente | Corrida   | 25 | 18 | 15 | 12 | 10 | 8  | 6 | 4 | 2 | 1  | —  | —  | —  | —  | —  | 1  | 1   | 2* |

## Campeões

### Fórmula 3 Espanhola

#### Pilotos
| Temporada | Piloto           | Equipe             | Poles | Vitórias | Pódios | Voltas mais rápidas | Pontos | Conquistado      | Margem |
| --------- | ---------------- | ------------------ | ----- | -------- | ------ | ------------------- | ------ | ---------------- | ------ |
| 2001      | Ander Vilariño   | Racing Engineering | 7     | 6        | 8      | 7                   | 196    | Corrida 12 de 14 | 39     |
| 2002      | Marcel Costa     | E.V. Racing        | 2     | 2        | 9      | 3                   | 190    | Corrida 11 de 13 | 16     |
| 2003      | Ricardo Maurício | Racing Engineering | 4     | 6        | 7      | 2                   | 190    | Corrida 11 de 13 | 6      |
| 2004      | Borja García     | Racing Engineering | 8     | 9        | 10     | 8                   | 149    | Corrida 14 de 14 | 18     |
| 2005      | Andy Soucek      | Llusiá Racing      | 2     | 3        | 7      | 1                   | 112    | Corrida 13 de 13 | 3      |
| 2006      | Ricardo Risatti  | TEC-Auto           | 3     | 5        | 7      | 8                   | 118    | Corrida 15 de 16 | 15     |
| 2007      | Máximo Cortés    | Escuderia TEC-Auto | 4     | 6        | 7      | 9                   | 117    | Corrida 16 de 16 | 4      |
| 2008      | Germán Sánchez   | Campos F3 Racing   | 1     | 4        | 5      | 4                   | 88     | Corrida 17 de 17 | 4      |

#### Equipes
| Temporada | Equipe             | Poles | Vitórias | Pódios | Voltas mais rápidas | Pontos | Conquistado      | Margem |
| --------- | ------------------ | ----- | -------- | ------ | ------------------- | ------ | ---------------- | ------ |
| 2001      | Racing Engineering | 8     | 7        | 13     | 9                   | 113    | Corrida 14 de 14 | 19     |
| 2002      | Racing Engineering | 2     | 4        | 9      | 2                   | 108    | Corrida 12 de 13 | 19     |
| 2003      | Racing Engineering | 4     | 6        | 10     | 3                   | 119    | Corrida 12 de 13 | 26     |
| 2004      | Racing Engineering | 9     | 10       | 21     | 10                  | 179    | Corrida 10 de 14 | 18     |
| 2005      | Racing Engineering | 2     | 3        | 7      | 1                   | 252    | Corrida 9 de 13  | 128    |
| 2006      | Racing Engineering | 1     | 4        | 14     | 1                   | 155    | Corrida 16 de 16 | 9      |
| 2007      | Escuderia TEC-Auto | 4     | 7        | 17     | 9                   | 197    | Corrida 16 de 16 | 30     |
| 2008      | Campos F3 Racing   | 3     | 4        | 12     | 7                   | 134    | Corrida 15 de 17 | 44     |

#### Taça Júnior
| Temporada | Motorista             | Equipe                                  | Poles | Vitórias (Júnior) | Pódios (Júnior) | Voltas mais rápidas | Pontos (Júnior) | Conquistado      | Margem |
| --------- | --------------------- | --------------------------------------- | ----- | ----------------- | --------------- | ------------------- | --------------- | ---------------- | ------ |
| 2001      | Juan Antonio del Pino | Meycom                                  | 0     | 0                 | 1               | 0                   | 73              | Corrida 13 de 14 | 23     |
| 2002      | Andy Soucek           | Racing Engineering                      | 0     | 0                 | 0               | 0                   | 113             | Corrida 7 de 13  | 16     |
| 2003      | Ricardo Risatti       | EmiliodeVillota Motorsport Elide Racing | 0     | 0 (8)             | 1 (10)          | 0                   | 70 (96)         | Corrida 12 de 13 | 28     |
| 2004      | Vila Javier           | EmiliodeVillota Motorsport Elide Racing | 0     | 0 (10)            | 0 (11)          | 0                   | 29 (108)        | Corrida 13 de 14 | 28     |

#### Troféu Ibérico
| Temporada | Motorista        | Equipe                | Poles | Vitórias (Trofeu) | Pódios (Trofeu) | Voltas mais rápidas | Pontos (Trofeu) | Conquistado    | Margem |
| --------- | ---------------- | --------------------- | ----- | ----------------- | --------------- | ------------------- | --------------- | -------------- | ------ |
| 2003      | Borja García     | GTA Motor Competicion | 1     | 1 (0)             | 7 (4)           | 2                   | 80 (182)        | Corrida 5 de 5 | 4      |
| 2004      | Borja García     | Racing Engineering    | 7     | 9 (5)             | 10 (5)          | 8                   | 149 (63)        | Corrida 6 de 6 | 13     |
| 2005      | Andy Soucek      | Llusiá Racing         | 2     | 3 (2)             | 7 (3)           | 1                   | 112 (77)        | Corrida 5 de 6 | 19     |
| 2006      | Roldán Rodríguez | Campos Racing         | 2     | 4 (3)             | 5 (3)           | 3                   | 103 (65)        | Corrida 6 de 6 | 6      |

#### Copa F306/300
| Temporada | Piloto             | Equipe            | Poles | Vitórias (Copa) | Pódios (Copa) | Voltas mais rápidas | Pontos (Copa) | Conquistado      | Margem |
| --------- | ------------------ | ----------------- | ----- | --------------- | ------------- | ------------------- | ------------- | ---------------- | ------ |
| 2005      | Arturo Llobell     | Campos Racing     | 0     | 0               | 0             | 0                   | 16 (86)       | Corrida 15 de 15 | 4      |
| 2006      | Germán Sánchez     | Escuela Profiltek | 0     | 0               | 0             | 1                   | 19 (108)      | Corrida 15 de 16 | 15     |
| 2007      | Christian Ebbesvik | Team West-Tec     | 0     | 0 (7)           | 0 (13)        | 0                   | 7 (118)       | Corrida 16 de 16 | 0      |
| 2008      | Natacha Gachnang   | Team West-Tec     | 1     | 0 (5)           | 0 (12)        | 2                   | 76 (110)      | Corrida 16 de 16 | 1      |

### F3 Europeu Open

#### Pilotos
| Temporada | Piloto         | Equipe                | Poles | Vitórias | Pódios | Voltas mais rápidas | Pontos | Conquistado      | Margem |
| --------- | -------------- | --------------------- | ----- | -------- | ------ | ------------------- | ------ | ---------------- | ------ |
| 2009      | Bruno Méndez   | Campos Racing         | 2     | 4        | 11     | 8                   | 145    | Corrida 16 de 16 | 2      |
| 2010      | Marco Barba    | Cedars Motorsport     | 3     | 6        | 10     | 8                   | 154    | Corrida 12 de 16 | 42     |
| 2011      | Alex Fontana   | Corbetta Competizioni | 1     | 2        | 7      | 1                   | 120    | Corrida 15 de 16 | 5      |
| 2012      | Niccolò Schirò | RP Motorsport         | 3     | 4        | 11     | 7                   | 272    | Corrida 16 de 16 | 5      |
| 2013      | Ed Jones       | Team West-Tec F3      | 4     | 6        | 10     | 3                   | 256    | Corrida 16 de 16 | 9      |

#### Equipes
| Temporada | Equipe            | Poles | Vitórias | Pódios | Voltas mais rápidas | Pontos | Conquistado      | Margem |
| --------- | ----------------- | ----- | -------- | ------ | ------------------- | ------ | ---------------- | ------ |
| 2009      | Campos Racing     | 4     | 6        | 14     | 10                  | 117    | Corrida 16 de 16 | 7      |
| 2010      | Cedars Motorsport | 3     | 6        | 10     | 8                   | 116    | Corrida 15 de 16 | 24     |
| 2011      | Team West-Tec     | 2     | 4        | 8      | 1                   | 101    | Corrida 16 de 16 | 6      |
| 2012      | RP Motorsport     | 8     | 8        | 23     | 10                  | 138    | Corrida 14 de 16 | 41     |
| 2013      | RP Motorsport     | 6     | 6        | 26     | 7                   | 128    | Corrida 16 de 16 | 2      |

#### Copa F306/300
| Temporada | Piloto          | Equipe            | Poles | Vitórias (Copa) | Pódios (Copa) | Voltas mais rápidas | Pontos (Copa) | Conquistado      | Margem |
| --------- | --------------- | ----------------- | ----- | --------------- | ------------- | ------------------- | ------------- | ---------------- | ------ |
| 2009      | Callum MacLeod  | Team West-Tec     | 0     | 0 (7)           | 1 (12)        | 0                   | 41 (106)      | Corrida 14 de 16 | 27     |
| 2010      | Noel Jammal     | Cedars Motorsport | 0     | 0 (5)           | 0 (8)         | 0                   | 24 (89)       | Corrida 16 de 16 | 5      |
| 2011      | Fabio Gamberini | Team West-Tec     | 0     | 1 (10)          | 3 (14)        | 0                   | 79 (130)      | Corrida 14 de 16 | 12     |
| 2012      | Kevin Giovesi   | DAV Racing        | 0     | 0 (10)          | 1 (11)        | 0                   | 93 (110)      | Corrida 13 de 16 | 38     |
| 2013      | Richard Gonda   | Drivex School     | 0     | 0 (7)           | 0 (10)        | 0                   | 10 (100)      | Corrida 15 de 16 | 19     |

### Eurofórmula Open

#### Pilotos
| Temporada | Piloto           | Equipe             | Poles | Vitórias | Pódios | Voltas mais rápidas | Pontos | Conquistado      | Margem |
| --------- | ---------------- | ------------------ | ----- | -------- | ------ | ------------------- | ------ | ---------------- | ------ |
| 2014      | Sandy Stuvik     | RP Motorsport      | 10    | 11       | 12     | 5                   | 332    | Corrida 14 de 16 | 89     |
| 2015      | Vitor Baptista   | RP Motorsport      | 5     | 6        | 12     | 7                   | 291    | Corrida 16 de 16 | 5      |
| 2016      | Leonardo Pulcini | Campos Racing      | 3     | 7        | 15     | 8                   | 303    | Corrida 12 de 16 | 56     |
| 2017      | Harrison Scott   | RP Motorsport      | 11    | 12       | 13     | 9                   | 340    | Corrida 12 de 16 | 118    |
| 2018      | Felipe Drugovich | RP Motorsport      | 10    | 14       | 16     | 10                  | 405    | Corrida 12 de 16 | 159    |
| 2019      | Marino Sato      | Team Motopark      | 6     | 9        | 11     | 5                   | 309    | Corrida 15 de 18 | 130    |
| 2020      | Yifei Ye         | CryptoTower Racing | 12    | 11       | 16     | 12                  | 369    | Corrida 16 de 18 | 121    |
| 2021      | Cameron Das      | Team Motopark      | 1     | 7        | 16     | 6                   | 382    | Corrida 22 de 24 | 67     |
| 2022      | Oliver Goethe    | Team Motopark      | 7     | 11       | 18     | 12                  | 473    | Corrida 24 de 26 | 57     |
| 2023      | Noel León        | Team Motopark      | 5     | 7        | 15     | 11                  | 394    | Corrida 20 de 23 | 87     |
| 2024      | Brad Benavides   | Team Motopark      | 4     | 9        | 19     | 10                  | 431    | Corrida 21 de 24 | 86     |

#### Equipes
| Temporada | Equipe             | Poles | Vitórias | Pódios | Voltas mais rápidas | Pontos | Conquistado      | Margem |
| --------- | ------------------ | ----- | -------- | ------ | ------------------- | ------ | ---------------- | ------ |
| 2014      | RP Motorsport      | 13    | 13       | 22     | 10                  | 152    | Corrida 14 de 16 | 51     |
| 2015      | RP Motorsport      | 5     | 7        | 13     | 8                   | 121    | Corrida 15 de 16 | 10     |
| 2016      | Campos Racing      | 3     | 7        | 17     | 9                   | 120    | Corrida 14 de 16 | 18     |
| 2017      | RP Motorsport      | 12    | 13       | 17     | 10                  | 134    | Corrida 12 de 16 | 44     |
| 2018      | RP Motorsport      | 10    | 14       | 16     | 11                  | 180    | Corrida 11 de 16 | 78     |
| 2019      | Team Motopark      | 11    | 15       | 33     | 11                  | 262    | Corrida 12 de 18 | 168    |
| 2020      | CryptoTower Racing | 17    | 16       | 26     | 16                  | 244    | Corrida 12 de 18 | 129    |
| 2021      | Team Motopark      | 5     | 16       | 29     | 18                  | 277    | Corrida 23 de 24 | 69     |
| 2022      | CryptoTower Racing | 3     | 12       | 41     | 8                   | 358    | Corrida 23 de 24 | 78     |
| 2023      | Team Motopark      | 5     | 15       | 36     | 15                  | 325    | Corrida 15 de 23 | 124    |
| 2024      | Team Motopark      | 6     | 19       | 46     | 19                  | 402    | Corrida 12 de 24 | 279    |

#### Novatos (Rookies)
| Temporada | Piloto               | Equipe                | Poles | Vitórias (rookie) | Pódios (rookie) | Voltas mais rápidas | Pontos (rookie) | Conquistado      | Margem |
| --------- | -------------------- | --------------------- | ----- | ----------------- | --------------- | ------------------- | --------------- | ---------------- | ------ |
| 2016      | Ferdinand Habsburg   | Drivex School         | 4     | 2 (10)            | 12 (15)         | 1                   | 247 (140)       | Corrida 12 de 16 | 42     |
| 2017      | Nikita Troitskiy     | Drivex School         | 2     | 0 (7)             | 9 (14)          | 4                   | 222 (124)       | Corrida 14 de 16 | 29     |
| 2018      | Bent Viscaal         | Teo Martín Motorsport | 4     | 1 (14)            | 12 (15)         | 2                   | 246 (138)       | Corrida 12 de 16 | 48     |
| 2019      | Liam Lawson          | Team Motopark         | 2     | 4 (6)             | 7 (9)           | 1                   | 179 (92)        | Corrida 18 de 18 | 9      |
| 2020      | Niklas Krütten       | Team Motopark         | 0     | 0 (9)             | 5 (13)          | 0                   | 153 (140)       | Corrida 16 de 18 | 28     |
| 2021      | Casper Stevenson     | Van Amersfoort Racing | 0     | 2 (6)             | 4 (20)          | 0                   | 217 (178)       | Corrida 19 de 24 | 35     |
| 2022      | Vladislav Lomko      | CryptoTower Racing    | 2     | 6 (21)            | 19 (25)         | 5                   | 416 (226)       | Corrida 22 de 26 | 64     |
| 2023      | Jakob Bergmeister    | Team Motopark         | 0     | 0 (10)            | 3 (16)          | 0                   | 150 (148)       | Corrida 12 de 23 | 40     |
| 2024      | Fernando Barrichello | Team Motopark         | 0     | 1 (20)            | 5 (24)          | 1                   | 264 (210)       | Corrida 13 de 24 | 176    |

#### Pilotos da F3 Espanhola
| Temporada | Piloto                  | Equipe            | Poles | Vitórias | Pódios | Voltas mais rápidas | Pontos | Conquistado    | Margem |
| --------- | ----------------------- | ----------------- | ----- | -------- | ------ | ------------------- | ------ | -------------- | ------ |
| 2014      | Sandy Stuvik            | RP Motorsport     | 4     | 4        | 4      | 2                   | 118    | Corrida 5 de 6 | 13     |
| 2015      | Konstantin Tereshchenko | Campos Racing     | 5     | 4        | 5      | 3                   | 134    | Corrida 5 de 6 | 37     |
| 2016      | Leonardo Pulcini        | Campos Racing     | 1     | 2        | 4      | 3                   | 105    | Corrida 6 de 6 | 11     |
| 2017      | Devlin DeFrancesco      | Carlin Motorsport | 0     | 1        | 3      | 0                   | 119    | Corrida 5 de 6 | 22     |
| 2018      | Felipe Drugovich        | RP Motorsport     | 0     | 1        | 3      | 0                   | 157    | Corrida 5 de 6 | 53     |

#### Equipes da F3 Espanhola
| Temporada | Equipe        | Poles | Vitórias | Pódios | Voltas mais rápidas | Pontos | Conquistado    | Margem |
| --------- | ------------- | ----- | -------- | ------ | ------------------- | ------ | -------------- | ------ |
| 2014      | RP Motorsport | 5     | 5        | 8      | 4                   | 56     | Corrida 5 de 6 | 14     |
| 2015      | Campos Racing | 5     | 4        | 6      | 3                   | 48     | Corrida 6 de 6 | 9      |
| 2016      | Campos Racing | 1     | 2        | 5      | 3                   | 42     | Corrida 6 de 6 | 5      |
| 2017      | RP Motorsport | 4     | 5        | 6      | 4                   | 50     | Corrida 5 de 6 | 7      |
| 2018      | RP Motorsport | 3     | 5        | 6      | 3                   | 72     | Corrida 4 de 6 | 28     |